# 诺斯费拉图：夜晚的幽灵
《吸血殭屍》（德語：Nosferatu: Phantom der Nacht）是一部1979年西德恐怖電影，由韋納·荷索自編自導。这部电影主要以十九世纪的维斯马、德国和外西凡尼亞为背景。该片被认为是对1922年F·W·穆瑙改编自《德古拉》的德国电影《不死殭屍—恐慄交響曲》的重製。该片由克勞斯·金斯基饰演德古拉，伊莎贝尔·阿佳妮饰演露西·哈克（Lucy Harker），布鲁诺·冈茨饰演乔纳森·哈克（Jonathan Harker），法国艺术作家罗兰·托普饰演伦菲尔德（Renfield）。电影有英语和德语两个版本。
这部电影是他和演员金斯基的五次合作中的第二次，紧随其后的下一次合作是1979年的。这部电影在西德获得了100万马克的票房，在意大利获得了53,870,000英镑的票房，它在艾珍妮的祖国法国也取得了一定的成功，票房达到了933,533观影人次。
这部电影有一部名义上的续集，也就是1988年的意大利恐怖片，並且仍由金斯基主演。

## 剧情简介
強納生·哈克（Jonathan Harker）是德國維斯馬的一名房地產經紀人。他的老闆倫菲爾德（Renfield）告訴他，一位名叫德古拉伯爵的貴族希望在維斯馬購買房產，並指派他親自拜訪伯爵，完成這筆有利可圖的交易。於是，哈克告別了年輕的妻子露西（Lucy），攜帶著出售房子的契約和文件，展開為期四週的旅程，前往外西凡尼亞的德古拉城堡。在旅途中，他停留於一個村莊，當地村民警告他遠離那座被詛咒的城堡，並向他講述吸血鬼的故事。然而，哈克將村民的話視為迷信，不予理會，繼續獨自踏上通往博爾戈隘口的道路。抵達德古拉城堡後，他見到了伯爵——一位外貌怪異的男子，擁有類似齧齒動物的特徵：蒼白的皮膚、大耳朵、尖銳的牙齒以及修長的指甲。
孤獨的德古拉伯爵被哈克攜帶的露西畫像深深吸引，當得知所購房產鄰近露西家時，他立刻決定完成購買。然而，在哈克拜訪期間，夜晚與伯爵的頻繁接觸令他感到極度不安，這些遭遇如噩夢般困擾著他。同時，在維斯馬的露西則飽受夜晚恐怖的折磨，隱隱預感不祥的厄運即將降臨。而倫菲爾德則因咬傷一頭牛被送入精神病院，顯然已經徹底瘋癱。最終，哈克在城堡中發現德古拉伯爵白天睡在棺材裡，這一景象讓他確信伯爵是一名吸血鬼。不久，伯爵攜帶裝滿詛咒泥土的棺材離開城堡，啟程前往維斯馬。哈克發現自己被囚禁後，試圖用床單做成繩索從窗戶逃生，但因繩索不夠長而墜地受傷。次日清晨，他被一位年輕羅姆人的小提琴聲喚醒，隨後被送往醫院。在醫院裡，他向醫生提及「黑棺材」的事，但醫生們認為他的傷勢影響了腦部，導致精神失常，對他的話語不予相信。
與此同時，德古拉伯爵和他的棺木經由黑海港口瓦爾納，穿過博斯普魯斯海峽與直布羅陀海峽，繞過西歐大西洋海岸後，抵達波羅的海，最終運往維斯馬。在航程中，德古拉按計劃殺死了所有船員，並伪装成腺鼠疫肆虐的結果。這艘幽靈船載著它的詭異貨物抵達維斯馬，引發了當地醫生的關注，其中包括亞伯拉罕·范海辛。他們在船上發現了一本日誌，記錄了船員遭受瘟疫折磨的過程。不久，維斯馬被從船上帶來的老鼠所淹沒，死亡的陰影迅速籠罩了整個小鎮。德古拉伯爵帶著他的棺木進入維斯馬，進一步散播恐怖與瘟疫。當強納生·哈克終於被送回家時，他已經病入膏肓，甚至無法認出自己的妻子露西。此時，露西意外地遇到了德古拉伯爵。疲憊而孤獨的德古拉希望露西能像對待強納生那樣，給予他些許溫暖與愛，但露西堅決拒絕了他，讓他倍感沮喪。露西逐漸意識到，除了瘟疫外，還有更為恐怖的力量使小鎮從平靜走向毀滅。面對鎮民的冷漠與不信任，她決定用自己的生命阻止德古拉。黎明前，她將德古拉引誘至自己的臥室。在那裡，德古拉吸食了她的血，卻因露西的純潔與美麗而分神，沒有注意到公雞的啼鳴。隨著第一道晨光照亮大地，德古拉倒地身亡。
凡赫辛博士趕到現場後，發現露西用生命換來了勝利。他將木樁釘入德古拉的心臟，以確保這場鬥爭的最終結束。然而，事情並未完全結束。在最後的轉折中，強納生從病中醒來，卻已變成吸血鬼。他捏造范海辛謀殺德古拉的罪名，使其遭到逮捕。最終，穿著飄逸黑衣的強納生騎馬離開維斯馬，留下意味深長的話語：「還有很多事情要做。」

## 主要演员
- 克勞斯·金斯基饰演德古拉伯爵[2]
- 伊莎贝尔·阿佳妮饰演露西·哈克，女主角，乔纳森的新婚妻子[2]
- 布鲁诺·冈茨饰演乔纳森·哈克，男主角，房地产经济人[2]
- 罗兰·托普饰演伦菲尔德，乔纳森的老板[2]
- 沃尔特·拉登加斯特（英语：Walter Ladengast）饰演亞伯拉罕·范海辛博士[2]
- 丹·范·休森（英语：Dan van Husen）饰演监狱长[2]
- 杨·格罗斯（Jan Groth）饰演港口管理员[2]
- 卡斯滕·博迪努斯（Carsten Bodinus）饰演施拉德[2]
- 马吉·格鲁曼（Martje Grohmann）饰演米娜[2]
- 里杰克·代·古耶（英语：Rijk de Gooyer）饰演镇官员[2]
- 克莱门斯·谢伊茨（英语：Clemens Scheitz）饰演书记[2]
- 约翰·莱迪（英语：John Leddy）饰演车夫[2]
- 蒂姆·比克曼（英语：Tim Beekman）饰演棺材搬运者[2]
- 范·亨斯伯根（荷兰语：Lo van Hensbergen）饰演港口管理员的助手[2]
- 玛吉·范·哈廷斯维尔德（Margiet van Hartingsveld）饰演一位妇人[2]

## 制作

### 背景
雖然本片的基本故事源自伯蘭·史杜克的《德古拉》，導演韋納·荷索將這部1979年的電影主要定位為向F·W·穆瑙影響深遠的無聲電影《不死殭屍—恐慄交響曲》（1922年）的致敬。然而，穆瑙的版本與史杜克的原著有所不同。由於早期電影製作者未能獲得改編《德古拉》的版權，他們改動了一些次要細節和人物名稱，以規避智慧財產權問題。然而，此舉未能成功，史杜克的遺孀佛羅倫薩提起了訴訟，法院下令銷毀所有膠片。幸運的是，部分拷貝得以倖存，並在佛羅倫薩去世後、版權過期時得以修復。
荷索認為穆瑙的《不死殭屍—恐慄交響曲》是德國影史上最偉大的電影。他同時也希望製作自己的版本，並選擇克勞斯·金斯基擔任主角。1979年，《德古拉》的版權進入公有領域，荷索得以重製這部經典的德國電影，並恢復了原著中的人物名字。

### 拍摄
《吸血殭屍》由韋納·荷索、法國高蒙電影公司以及西德公共電視台德國電視二台共同製作。與20世紀70年代西德電影常見情況相同，該片的拍攝成本極為低廉，整個製作僅由一支16人的小型團隊完成。由於荷索無法在穆瑙原作電影中所選的維斯馬進行拍攝，他將取景地改至荷蘭的夫特。然而，由於台夫特當局拒絕允許釋放影片中需要的11,000隻老鼠，部分鏡頭最終改在斯希丹附近完成。
為了吸引英語觀眾，荷索應二十世紀福斯的要求，製作了兩個版本的電影。同一場對白戲分別用德語和英語拍攝了兩次，確保演員的原聲可以出現在英文版中，而非依賴配音。然而，荷索在2014年表示，他認為德語版本更為「真實」。
影片的開場鏡頭是荷索在墨西哥瓜納華托博物館獨自拍攝的場景。該博物館展示了大量1833年霍亂疫情受害者的木乃伊。荷索在20世紀60年代首次見到這些木乃伊，並於70年代重返博物館時將屍體從玻璃箱中取出，靠牆按年齡從幼到老的順序排列，再進行拍攝。
克勞斯·金斯基的吸血鬼造型——黑色服裝、光頭、類似老鼠的牙齒和長長的指甲——是對馬克斯·施萊克在《不死殭屍—恐慄交響曲》中裝扮的模仿。為金斯基化妝的是日本藝術家玲子·克魯克。儘管金斯基在拍攝其他電影時經常與荷索及其他人發生衝突，但在與克魯克合作的四小時化妝過程中，他表現得十分平和，未曾情緒失控。影片中的部分鏡頭對穆瑙原版電影的標誌性場景進行了忠實再現，其中一些幾乎完全相同，旨在向穆瑙致敬，彰顯其經典之作的深遠影響。

### 配乐
《吸血殭屍》的配樂由西德樂隊Popol Vuh創作，他們曾多次與韋納·荷索合作。電影的音樂主要來自該樂隊的專輯《影子兄弟——光明之子》。此外，影片還包含其他經典樂曲，包括理查德·瓦格纳的《萊茵的黃金》前奏曲、夏尔·古诺的《聖塞西勒慶典彌撒曲》中的聖哉經，以及由聲樂合唱團演唱的喬治亞民歌《辛茨卡罗》。這些音樂元素共同營造出影片陰鬱而神秘的氛圍。

### 虐待动物
韋納·荷索在製作《吸血殭屍》時曾僱用荷蘭行為生物學家马滕哈特，一位在實驗用老鼠管理方面經驗豐富的專家。然而，由於目睹老鼠在片場遭受殘忍對待，哈特最終拒絕繼續合作。根據他的說法，從匈牙利進口的老鼠在抵達荷蘭後，因運輸條件惡劣而極度飢餓，甚至出現了互相吞食的情況。荷索還堅持將白老鼠染成灰色，並採用了將裝有老鼠的籠子浸入沸水的方式。哈特指出，這一方法導致一半的老鼠死亡，而倖存的老鼠則迅速舔掉了染料。哈特同時暗示，片中出現的綿羊和馬也遭到了不良對待，但他未進一步透露具體細節。

## 发行
《吸血殭屍》分別以德語版和英語版形式上映，並成功入選第29屆柏林國際電影節。該片的美術指導亨寧·馮·吉爾克更榮獲了傑出個人成就銀熊獎。

### 评论
影评聚合网站爛番茄报告称，52篇影评中有94%的影评为好评，平均评分为8.1/10。该网站对于这部电影形成的关键共识是“荷索的惊人视觉效果，以及金斯基饰演的著名吸血鬼形象，使这部翻拍版的诺斯费拉图本身就是一部恐怖的经典之作。”
在当代的影评中，这部电影以保持恐怖元素而著称，其中有无数的死亡和阴郁的气氛，并且它的情节比许多德古拉的作品更丰富，更强调了吸血鬼的悲惨孤独。德古拉仍然是一个可怕的人物，但有着更强烈的悲怆感，他疲倦，缺少爱，又无法死亡。 MovieMet的评审员约翰·J·普吉欧（John J. Puccio）认为这是对穆瑙原版电影的忠实致敬，它显著地更新了原著，避免了过度衍生的危险。
2011年，罗杰·埃伯特将这部电影加入了他的“伟大电影系列”。在结束他的四星评论时，埃伯特说：
这部电影的一个显著特点是其美感。荷索的画眼往往不足以被人大加称赞，其电影总以主题为主，我们更关注剧情的发展，而很少有“美丽的镜头”。但是在这部电影里看看他对调色板的控制，他偏离中心的构图，以及明暗的戏剧性对比。这是一部尊重吸血鬼的严肃的电影。不，我不相信它们。但如果它们是真实的，那么它们应该是这样的。

## 扩展阅读
- William K. Everson: Klassiker des Horrorfilms. (OT: Classics of the Horror Film). Goldmann, München 1982, ISBN 3-442-10205-7.
- Dieter Krusche, Jürgen Labenski: Reclams Filmführer. 7. Auflage, Reclam, Stuttgart 1987, ISBN 3-15-010205-7, S. 397f.
- Bram Stoker: Dracula. (OT: Dracula). Insel, Frankfurt am Main und Leipzig 2004, ISBN 3-458-34803-4.